# Università cristiana del Partium
L'Università cristiana del Partium (in ungherese Partiumi Keresztény Egyetem, PKU; Partium Christian University, PCU) fu fondata nel 1995 ad Oradea, capoluogo della regione storica del Partium, in Romania, da cui prende il nome l'università.

## Storia
L'università, fortemente voluta dal pastore calvinista László Tőkés, nacque come sviluppo del collegio calvinista István Sulyok fondato nel 1990 e divenuto, l'anno seguente, facoltà distaccata di teologia calvinista dell'Istituto protestante di Teologia di Cluj.

## Struttura
L'università è organizzata in due facoltà:
- Lettere e arti
- Scienze economiche e sociali